# السرو الحزين
السرو الحزين: عمل روائي من الأدب البوليسي للكاتبة البريطانية أجاثا كريستي، نُشر أول مرة بواسطة نادي كولنز للجرائم في مارس من عام 1940، ونُشر لاحقًا في نفس السنة في الولايات المتحدة بواسطة شركة دود وميد. بيعت النسخة البريطانية بثمانية شلنات وثلاثة بنسات (8/3) –وهو أول ارتفاع في أسعار نسخ كريستي البريطانية منذ ظهورها الأول في عام 1921- وبيعت نسخة الولايات المتحدة بدولارين.
كانت هذه أول رواية في سلسلة بوارو التي وُضعت جزئيًا على الأقل في قاعة المحكمة، بوجود محامين وشهود لكشف الحقائق الكامنة خلف حل بوارو للجرائم. اقتُبس العنوان عن أغنية في مسرحية شكسبير الليلة الثانية عشرة.
شهدت الرواية استقبالًا جيدًا عند نشرها. علق أحد المراجعين قائلًا «إنها مكتوبة بطريقة اقتصادية، الدلائل موضوعة أمام القارئ بنزاهة كاملة، وقُدمت مضللات الرنجة الحمراء بشكل حاذق، الحل سيجعل القراء يرغبون بركل أنفسهم». وجد مراجع آخر أن القصة محكية بأسلوب جيد، لكن لم ترقَ له الحبكة «تحول إلى النقاط القانونية» التي أسيء فهمها. وصفتها مراجعة لاحقة بأنها «أنيقة، عاطفية بشكل أكبر من المعتاد بالنسبة إلى كريستي، لكن وضعها التحقيق فائق التميز الموجود فيها بين أفضل الألقاب الكلاسيكية».

## تاريخ النشر
- 1940، نادي كولنز للجرائم (لندن)، مارس، طبعة مجلدة، 256 صفحة.
- 1940، شركة دود وميد (نيويورك)، طبعة مجلدة، 270 صفحة.
- 1946، دار النشر ديل، كتاب ورقي، 244 صفحة (رقم 172 من طبعات ديل المبكرة).
- 1959، كتب فونتانا (علامة نشر هاربر كولينز)، كتاب ورقي، 191 صفحة.
- 1965، يولفرسكروفت للطباعة الكبيرة، طبعة مجلدة، 239 صفحة.
- 2008، نسخة باورو مطابقة (للنسخة الأولى عام 1940 في المملكة المتحدة)، هاربر كولينز، 1 أبريل 2008، طبعة مجلدة، «آي إس بي إن 0-00-727459-9».

كان تسلسل الكتاب الأول في الولايات المتحدة كولر ويكلي في عشر أجزاء من 25 نوفمبر 1939 (المجلد 104، الرقم 22) إلى 27 يناير 1940 (المجلد 105، الرقم 4) مع رسومات ماريو كوبر التوضيحية.
كان تسلسل المملكة المتحدة في تسعة وعشرين جزءًا في ديلي إكسبريس من السبت، 23 مارس إلى السبت، 13 أبريل 1940. لم يُعط فضل الرسومات التوضيحية إلى أحد. لم تحتوِ هذه النسخة على أي تقسيم للفصول.

## ملخص الرواية
تتلقى إلينور كارليسل، وخطيبها رودي ويلمان-وهو أحد أقربائها-، رسالة مغفلة من التوقيع مفادها أن شخصا يحاول استنزاف ثروة خالتها لورا ولمان. تتجه شكوك إلينور إلى ماري جيرارد، ابنة الحارس في منزل عمتها، التي أظهرت اهتماما وعطفا كبيرا اتجاه هذه الفتاة. تقرر إلينور زيارة عمتها برفقة خطيبها، وخلال الزيارة يقع رودي في حب ماري، ما يثير غيرة إلينور. تموت عمة إلينور، ويتضح أنها تركت قسما من ثروتها لماري ورودي، الذي قررت إلينور الانفصال عنه. خلال حفلة شاي أقامتها إلينور، تموت ماري متسممة، ويتم اعتقال إلينور بتهمة قتلها لأنها تمتلك أقوى الدوافع لارتكاب الجريمة. طبيب خالة إلينور، بيتر لورد، هو الوحيد المقتنع ببراءة إلينور، ويطلب مساعدة بوارو لكشف الحقيقة.
وفي النهاية يعرف أن من قتل السيدة ويلمان وماري جيرارد هي الممرضة هوبكنز وفيما بعد يعرف أن اسمها الحقيقي هو ماري رايلي.

## الشخصيات
- هيركيول بوارو، المحقق البلجيكي.
- السيدة لورا ويلمان، أرملة ثرية.
- ماري جيرارد، ابنة الحارس، تتولى لورا كفالتها.
- إلينور كارليسل، قريبة السيدة ولمان.
- رودي ولمان، خطيب إلينور.
- الدكتور بيتر لورد، طبيب السيدة ولمان.
- جيسي هوبكنز، كبيرة ممرضات البلدة.
- إيلين أوبراين، ممرضة السيدة ويلمان.
- السيد سيدون، محامي السيدة ويلمان.
- السيدة بيشوب، مدبرة منزل السيدة ويلمان.
- هوركليك، البستاني.
- بوب جيرارد، الحارس ووالد ماري.

## عناوين الترجمات العالمية
عنوان الرواية الأصلي مستلهم من مسرحية شكسبير، الليلة الثانية عشرة.
حافظت بعض الترجمات على العنوان الأصلي، وتم تغييره في ترجمات أخرى مثل: «شاي لثلاثة أشخاص» في الترجمة الفنلندية، «تعال إلي أيها الموت» في الترجمة النرويجية، «بوارو ينقذ المجرمة» في الترجمة البرتغالية.
قام الاديب الراحل عمر عبد العزيز أمين بترجمة الرواية تحت عنوان «المتهمة البريئة» ونشرت من دار ميوزيك للطبع والنشر. وتحمل الرواية الرقم (80) ضمن السلسلة.

## الاقتباس
- تم اقتباس إحدى حلقات مسلسل إذاعي من الرواية عام 1992، بثته إذاعة BBC 4 وقام بأداء صوت هيركيول بوارو جون موفات.
- تم اقتباس إحدى حلقات مسلسل أغاثا كريستي بوارو من الرواية عام 2003، من بطولة ديفيد سيجت بدور بوارو.

## الروابط الخارجية
- معلومات حول الرواية في الموقع الرسمي لأغاثا كريستي (باللغة الإنجليزية).
- معلومات حول حلقة مسلسل أغاثا كريستي بوارو المقتبسة من الرواية (باللغة الإنجليزية).